# Geophagus itapicuruensis
Geophagus itapicuruensis är en fiskart som beskrevs av Haseman, 1911. Geophagus itapicuruensis ingår i släktet Geophagus och familjen Cichlidae. Inga underarter finns listade i Catalogue of Life.